# AM80 SNCB
Série 03

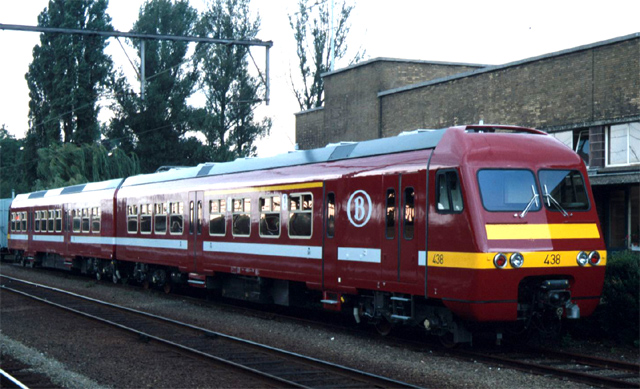
AM80 en livrée d'origine en 1985 à Bruges.

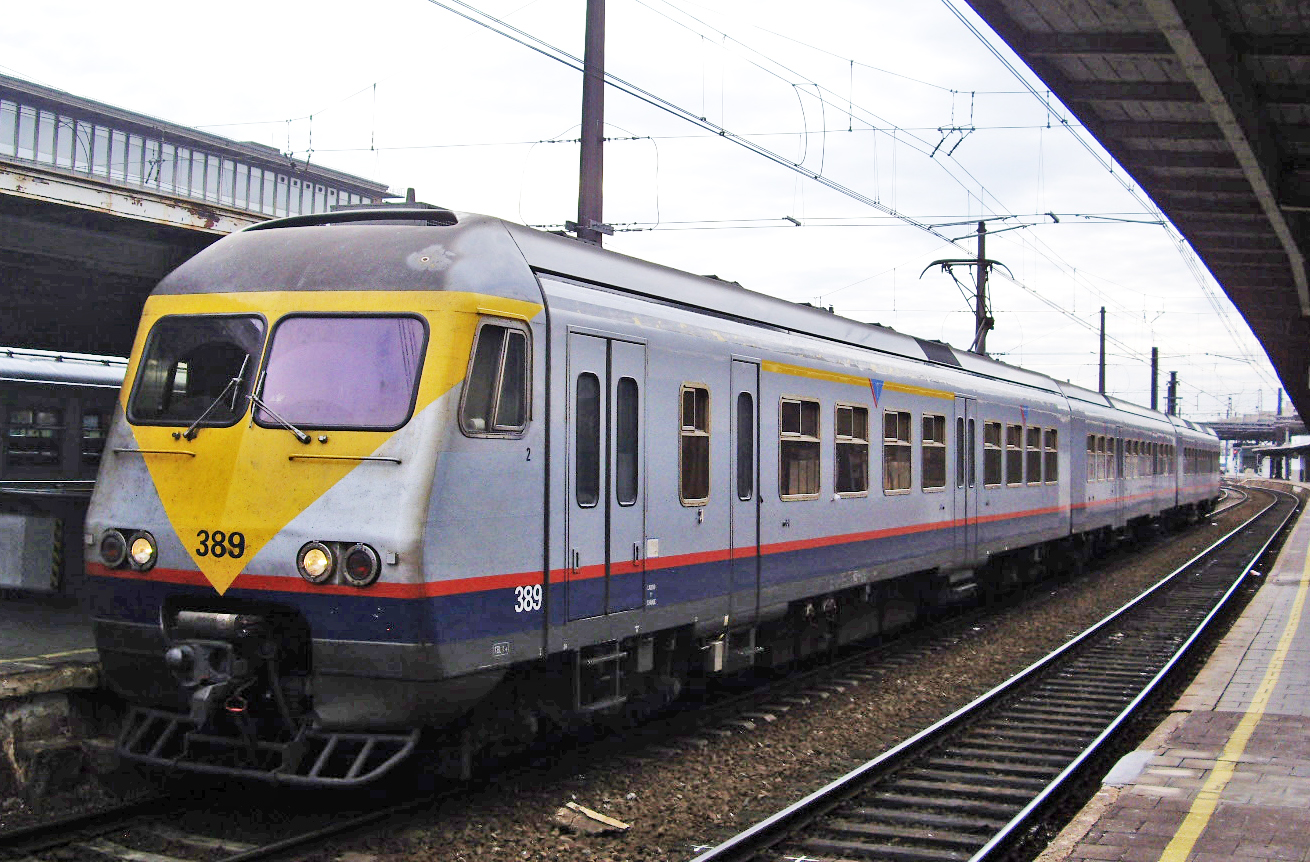
AM80 en livrée Memling à Bruxelles-Midi.

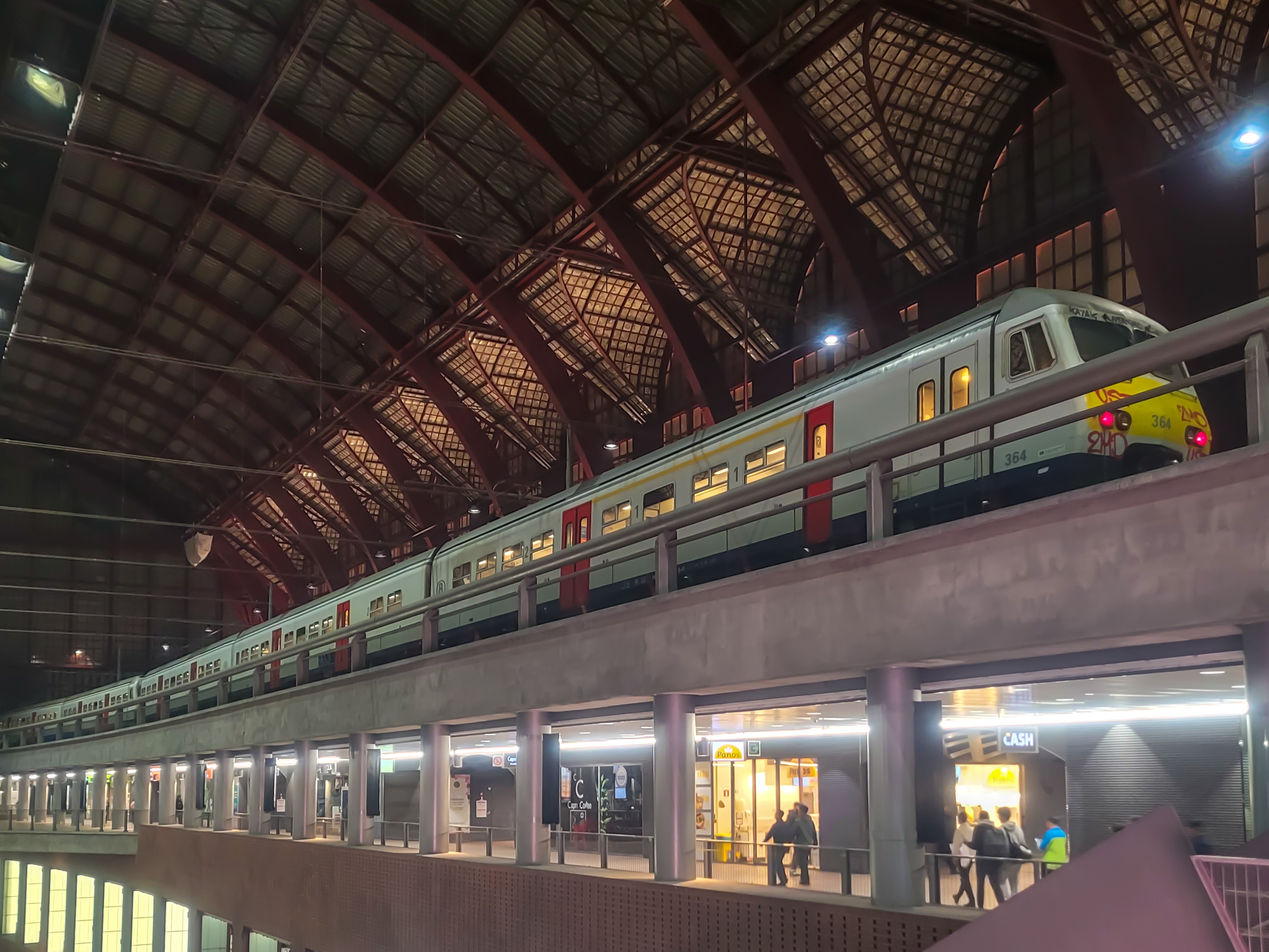
AM80 rénovée à Anvers-Central.

Les automotrices de la série 03 (ou AM 80), plus souvent appelées Break, sont des automotrices triples de la SNCB.

## Aspect technique
Elles sont équipées de moteurs à courant continu alimentés par des hacheurs à thyristors ; elles sont munies d'attelages automatiques GF.
Elles peuvent circuler à une vitesse maximale de 160 km/h, sont mono-tension (3000 V) et ont une bonne capacité d’accélération et de décélération grâce à leur puissance supérieure à celle des séries précédentes. Notez qu'à l'époque où ces engins ne comptaient que deux caisses, cette capacité était encore plus élevée.
Avant l'ajout de la voiture intermédiaire, les AM 80 étaient composées d'une voiture ABDx et d'une voiture Bx. Entre 1991 et 1993, toutes les automotrices furent transformées par l'Atelier Central de la SNCB à Malines : une voiture B fut ajoutée entre les deux éléments existants, portant, de 171, le nombre de places assises à 254, et augmentant la masse de l'automotrice de 50 tonnes et en réduisant donc la performance. Elles furent à cette occasion repeinte dans la livrée originale, baptisée "Memling" (en référence à l'Eurocity Memling dont les voitures furent les premières à revêtir ces couleurs, et tirant lui-même son nom d'un peintre) à dominante grise, soulignée de bandes rouge et bleu marine, et grands triangles de couleur vives (rouge sur les portes, bleus aux coins des caisses et jaune sur les faces d'about).
Seul l'élément Bx possède des essieux moteurs, et est de type Bo'Bo'. Les deux autres éléments sont de types 2'2'.
En 2007, une des automotrices est rentrée en atelier afin d'expérimenter diverses adaptations à mettre en œuvre à l'occasion de la grande révision de mi-vie. En septembre 2009, elle faisait ses premiers tours de roues. Cette modernisation "confort" consiste en un rhabillage de l'aménagement intérieur. Les banquettes en configuration 2+3 places sont maintenues dans les voitures d'extrémité afin de ne pas (trop) réduire la capacité du matériel, alors qu'un espace multifonctionnel - permettant d'embarquer des vélos et également accessible aux personnes à mobilité réduites - ainsi qu'un système d'information des voyageurs complété par des écrans électroniques d'information et d'une installation de climatisation pour les postes de conduite. Le planning prévoyait initialement que la dernière automotrice soit modernisée en 2016.
Par ailleurs, depuis le début 2009, la SNCB expérimente un nouveau traitement anti-graffiti sur ces automotrices : un pelliculage (revêtement vinyle autocollant tel qu'il est utilisé pour revêtir le matériel de publicités intégrales) est apposé sur les tags (en couvrant une face entière d'une caisse du bas jusqu'à une hauteur variable selon l'ampleur de la dégradation) afin de les faire disparaitre.

## Dessertes
Les AM 80 reçurent le sobriquet "Break", notamment parce que leur conception était radicalement différente de ce que la SNCB connaissait jusqu'alors. Elles symbolisent un tournant dans la politique de matériel de la SNCB, avec la généralisation du recours aux automotrices sur l'ensemble du trafic voyageur, à l'exception des relations internationales et des lignes non électrifiées.
Initialement engagées sur les trains semi-directs notamment vers la côte et vers le Luxembourg, le plan IC-IR de 1984 leur verront assigner de nombreuses relations InterCity. Elles connaissent ainsi leur heure de gloire jusqu'à ce qu'au milieu des années 1990, la SNCB prenne livraison de la génération suivante de matériel roulant (AM96, voitures I11 et M6).
Depuis le milieu des années 2000 et la livraison massive des voitures M6, qui ont repris à leur compte les relations les plus fréquentées, libérant en cascade les AM96, ces automotrices passent progressivement à des missions de second ordre. On les rencontre ainsi sur la relation IC M Bruxelles-Namur-Liers / Dinant, certaines relations Interrégio et même sur certains omnibus [réf. nécessaire].

## Évolution
Elles ont à l'origine été livrées sous la forme d'automotrices doubles (deux voitures) ; elles étaient peintes à l'époque en bordeaux avec ligne blanche sous les fenêtres, soit la livrée "IC-IR 1980" des automotrices de la SNCB.
On leur a ensuite ajouté une voiture intermédiaire (munie de son propre convertisseur) et elles reçurent simultanément la livrée Memling, caractérisée par un fond de peinture gris sur lequel sont apposés deux bandes de couleur bleue et rouge avec de grands triangles de couleur bleus aux extrémités et rouges sur les portes. Le robinet de frein a également été remplacé à cette occasion par un autre modèle.
Une automotrice a été entre 2007 et fin 2009 en prototypage d'une rénovation de confort qui s'accompagne de l'adoption d'une livrée à dominante blanche dérivée de celle des AM 96. Cette rénovation a depuis concerné une partie de la flotte mais, en septembre 2017, c'est fin 2019 que la dernière AM80 a été rénovée, et l'on ne peut plus en voir circuler en livrée Memling.

## Particularités
Les automotrices AM 80 présentent des variantes selon l'unité dans la série.
- Les éléments d'extrémité (Bx et ABDx) des AM 80 sont équipés de bogies Wegmann et l'élément central de bogies à suspension pneumatique FIAT sauf pour les quatre premières unités (301 à 304). Pour la 301, tous les éléments sont équipés de bogies FIAT. Pour les unités 302 à 304, les éléments B et ABDx sont équipés de bogies FIAT.

- Les automotrices numérotées 316, 325, 326, 330, 351, 353, 363, 372, 393, 408, 424, 425, 429, 432, 437, 439 et 440 sont équipées d'un pantographe Brecknell Willis (en).

- Les automotrices 342, 349 et 371 sont équipées d'un pantographe semblable à celui qui équipe la série des AM 86.

- Les automotrices 401 à 405 sont décorées à l'aide d'un autocollant "Brussels Airport Express" sur les flancs de leur élément central pour mettre en valeur le fait qu'elles furent engagées principalement sur les relations à destination l'aéroport de Bruxelles-National, depuis 1998.

- Les tablettes à l'intérieur de l'automotrice 411 sont de couleur orange au lieu d'être jaunes.

- Les automotrices numérotées 325 et 326 ont été acquises par la Société nationale des chemins de fer luxembourgeois (CFL) dans le courant des années 1990 afin de compenser les kilomètres parcourus par cette série sur le sol luxembourgeois dans le cadre de la relation Intercity Bruxelles - Luxembourg. Elles sont revendues à la SNCB en 2008[3] et ne peuvent plus entrer sur le sol luxembourgeois depuis la ré-électrification de la ligne 5 (Luxembourg - Kleinbettingen-frontière) en 25 kV – 50 Hz en 2018.

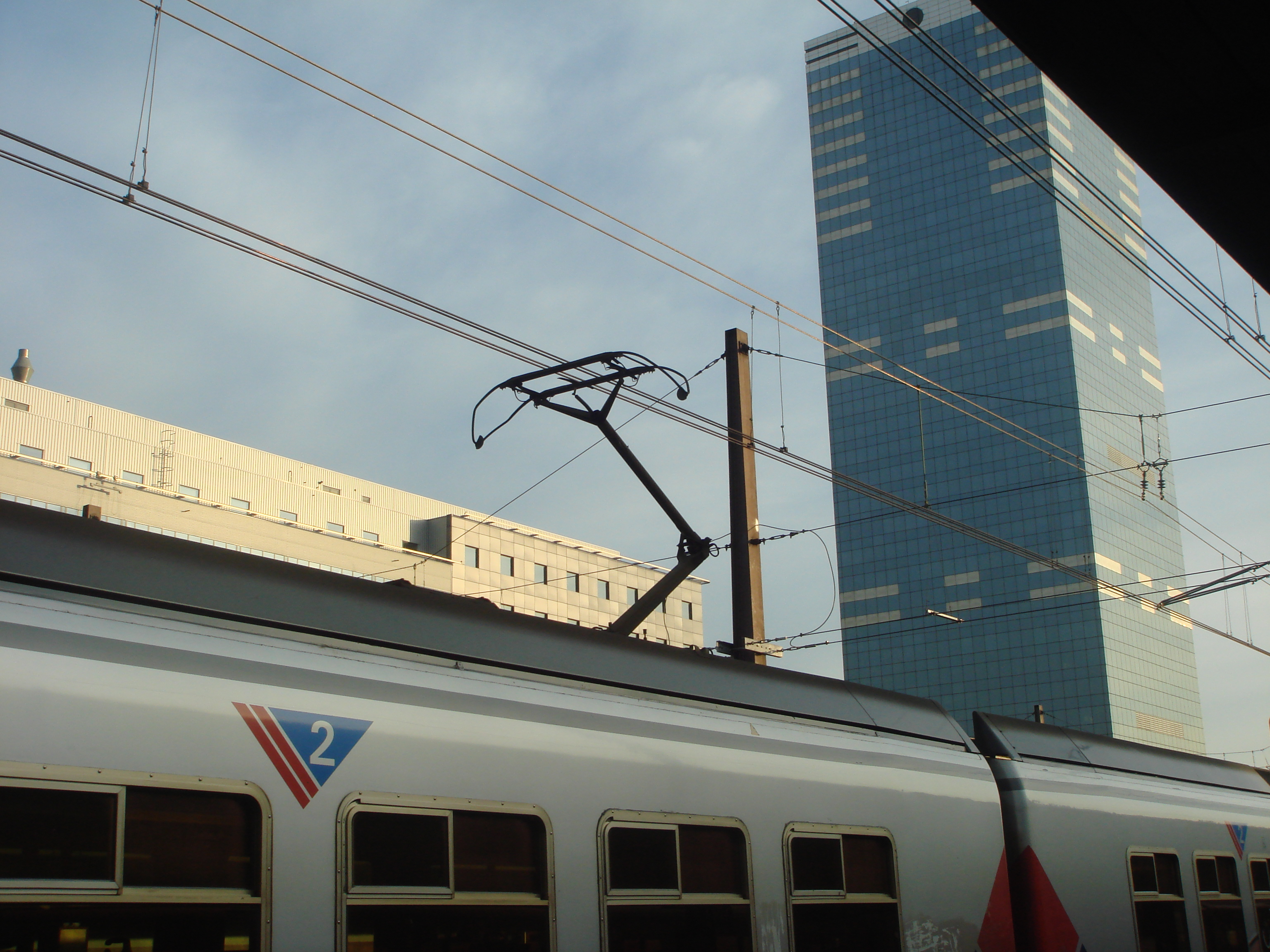
Pantographe Brecknell Willis
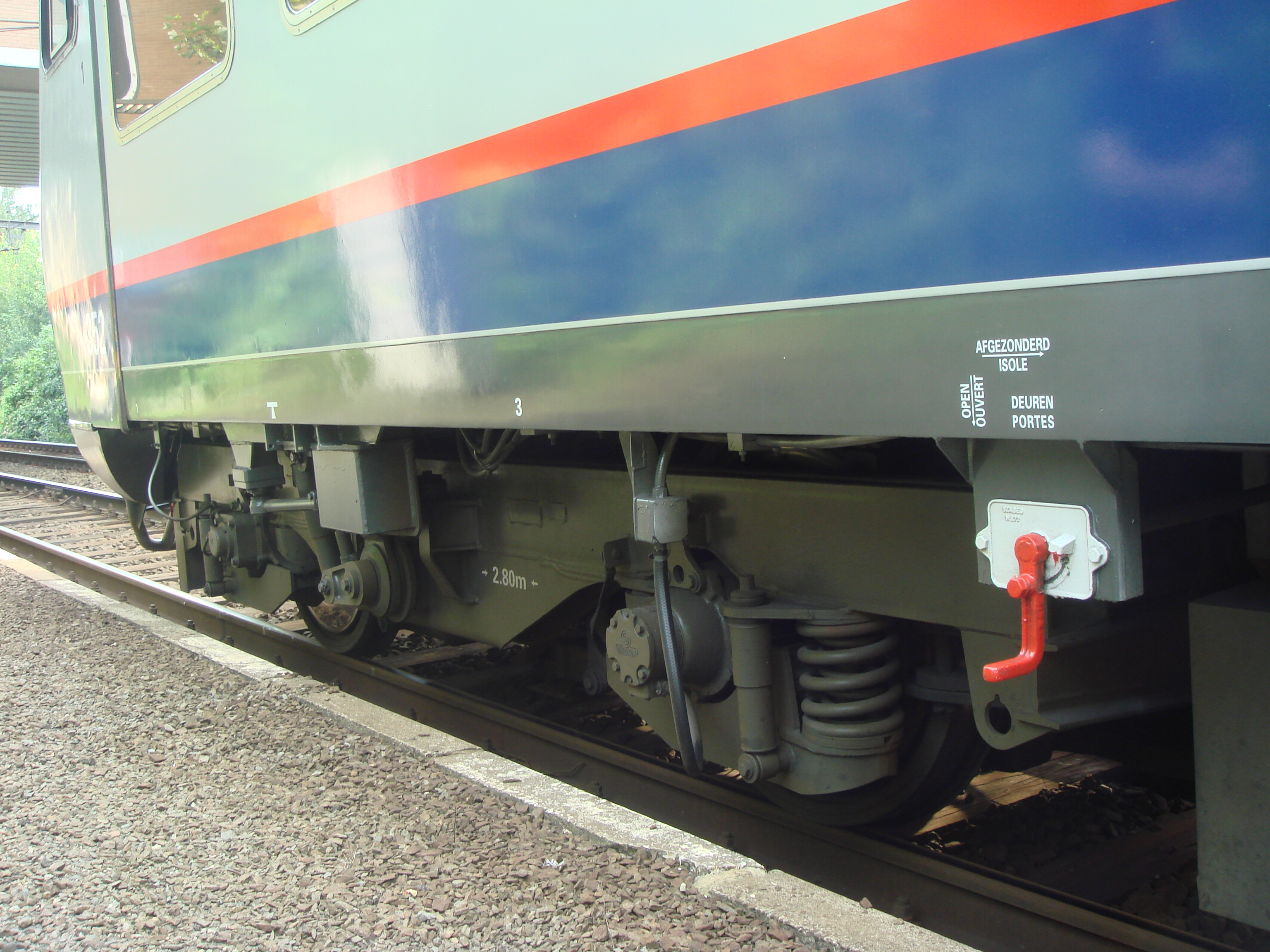
Bogie moteur Wegmann
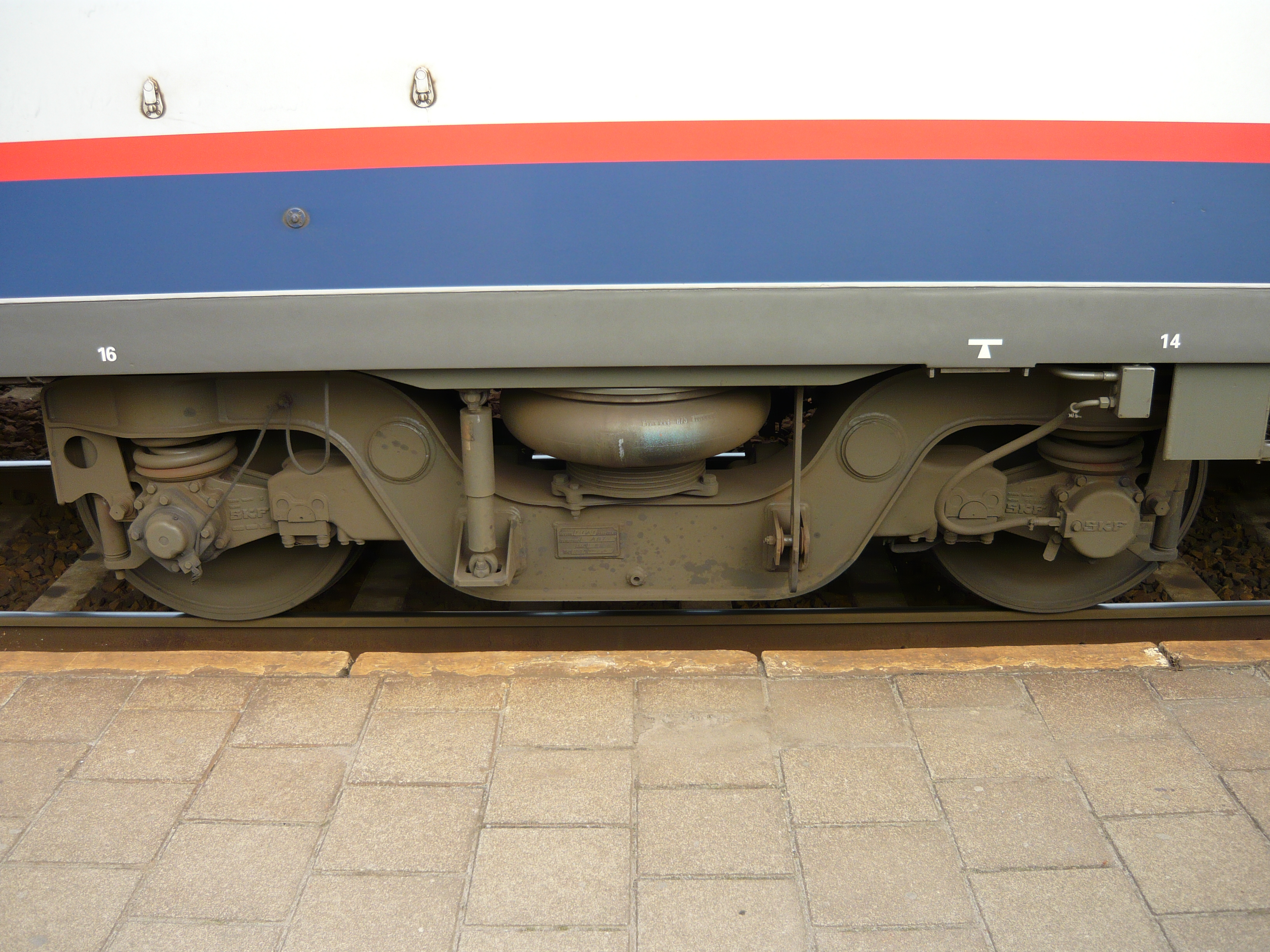
Bogie Fiat sur une remorque
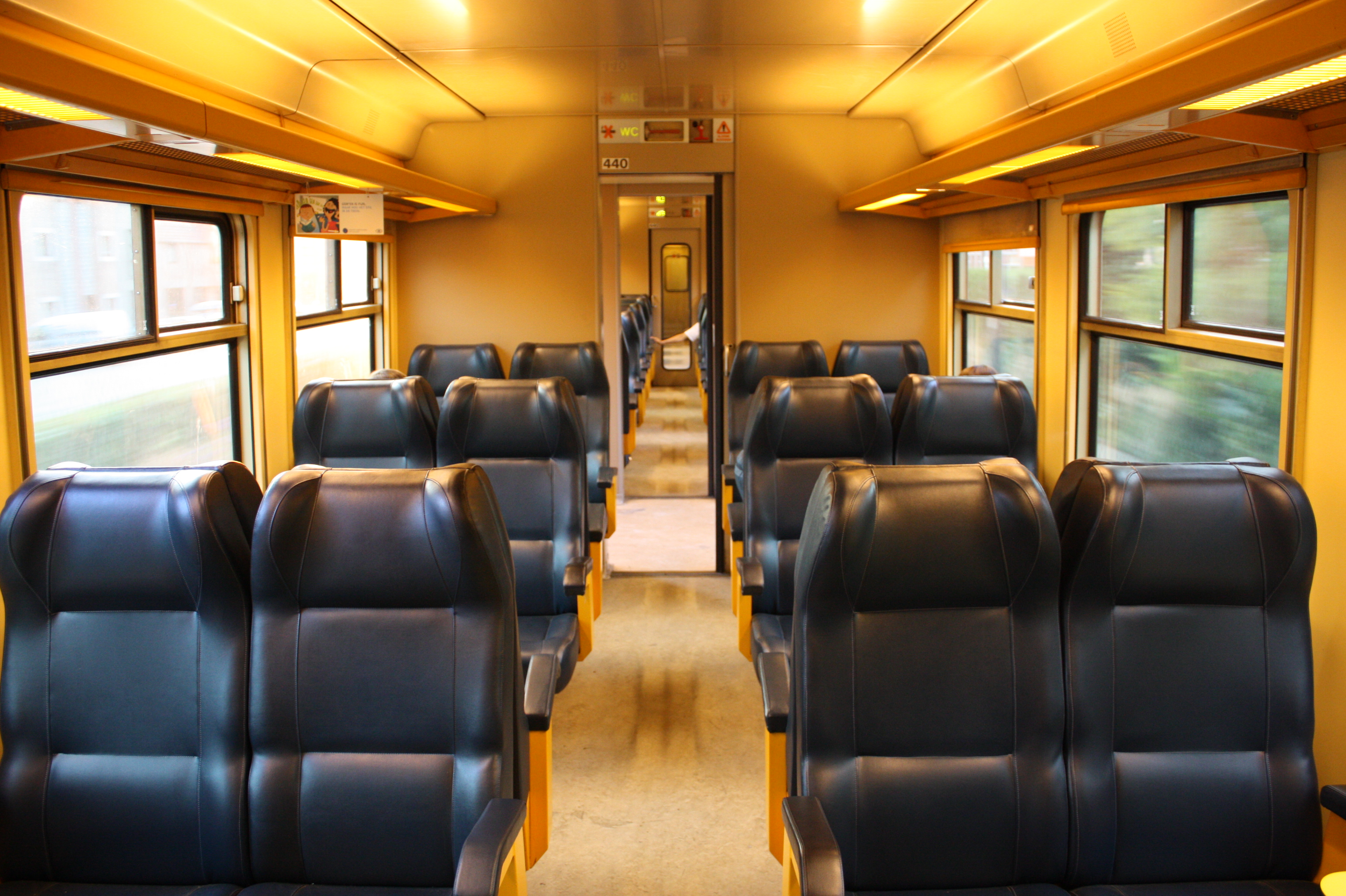
Intérieur non modernisé de la voiture centrale
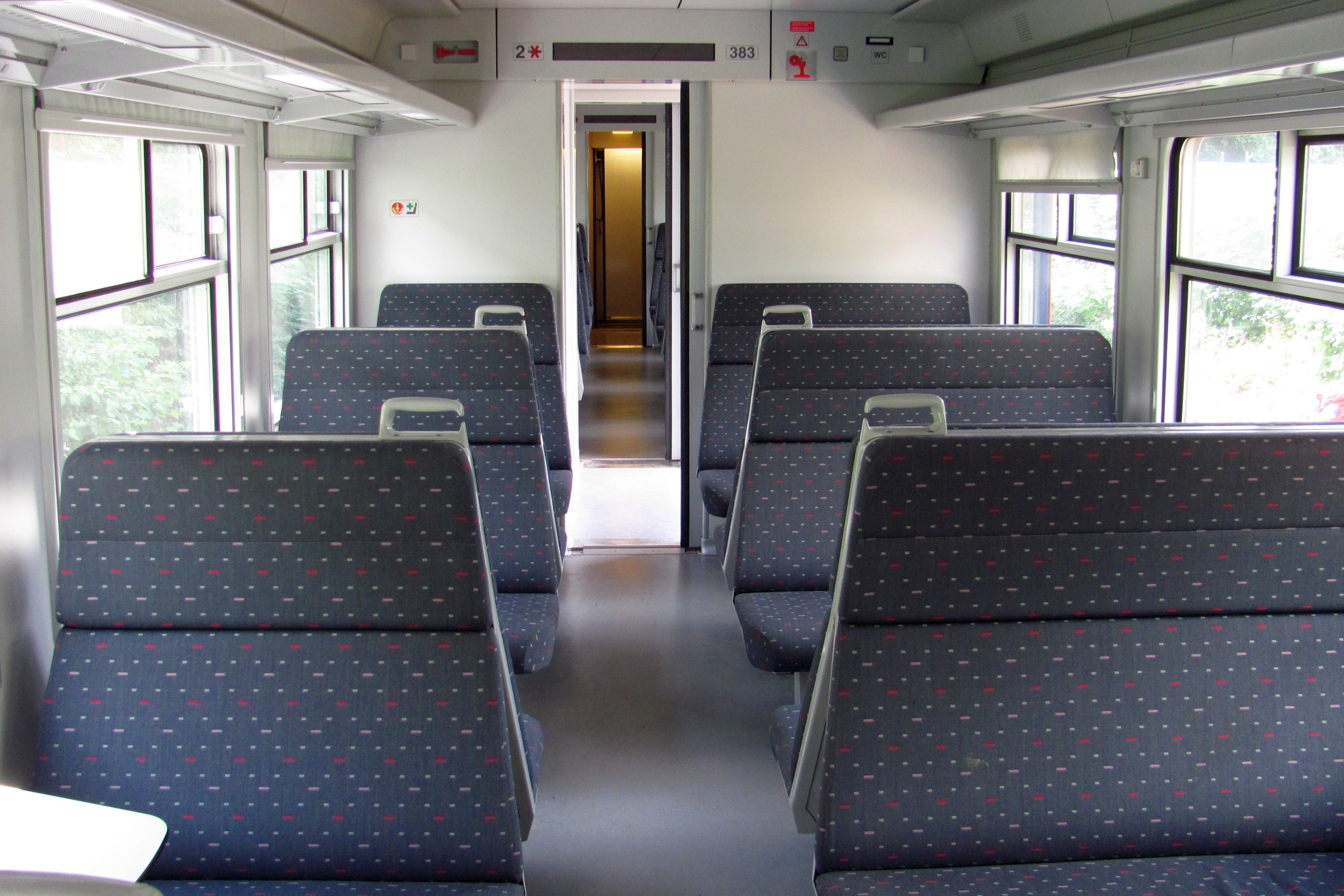
Intérieur modernisé d'une voiture d'extrémité

## Accidents
Plusieurs automotrices AM80 ont été endommagées ou détruites dans plusieurs accidents. Certaines rames ont même été constituées avec les éléments réparables de plusieurs rames accidentées :
- Le 13 juillet 1982, une rame d'AM80 assurant un train rapide de Namur à Knokke et Blankenberge été impliquée dans la catastrophe d'Aalter, percutant à grande vitesse un train stationnant en gare d'Aalter[4] ;
- La 412 a été accidentée à Sclaigneaux le 27 décembre 1997[5] ;
- La 326 a déraillé à la sortie de Louvain le 18 février 2017 ;
- La 390 a été impliquée dans une collision avec un camion suivie par un déraillement à Kortekeer (Ardooie-Koolskamp) le 20 décembre 2022[6].

## À l'étranger

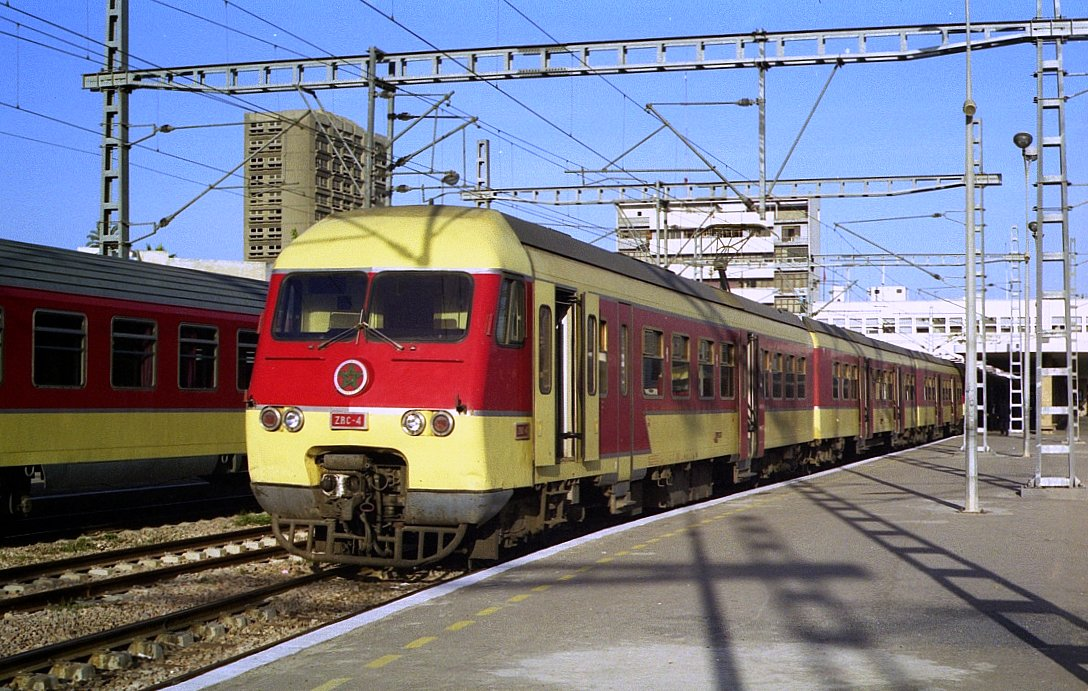
Automotrice ZMC 04 de l'ONCF à la gare de Casa Port

Une série d'automotrices identique à la série 03 est actuellement en circulation au Maroc sur les lignes du TNR. Elles circulent sous la dénomination ZMC.